# Long Wittenham
Long Wittenham – wieś w Anglii, w hrabstwie Oxfordshire, w dystrykcie South Oxfordshire. Leży 14 km na południe od Oksfordu i 77 km na zachód od Londynu. W 2001 miejscowość liczyła 950 mieszkańców.